# Villeneuve-d’Ascq
Villeneuve-d’Ascq (wymowaⓘ) – miejscowość i gmina we Francji, w regionie Hauts-de-France, w departamencie Nord.
Według danych na rok 1990 gminę zamieszkiwało 65 320 osób, a gęstość zaludnienia wynosiła 2379 osób/km² (wśród 1549 gmin regionu Nord-Pas-de-Calais Villeneuve-d’Ascq plasuje się na 6. miejscu pod względem liczby ludności, natomiast pod względem powierzchni na miejscu 18.).

## Nazwa miasta
Nazwa miasta składa się z dwóch członów.
- Villeneuve jest zbitką francuskich słów ville (miasto) oraz neuve (nowa – w języku francuskim „miasto” jest rodzaju żeńskiego), tak więc można go rozumieć jako „Nowe Miasto”  – często spotykany składnik nazw francuskich gmin.
- d’Ascq – słowo ascq pochodzi prawdopodobnie z zapisanego po francusku flamandzkiego słowa ask, które oznaczało niegdyś jesion.
- przyimek de oznacza w tym przypadku pochodzenie, ciągłość czasową. Miasto Ascq (obecnie dzielnica Villeneuve d’Ascq) było najważniejszym z miasteczek, z których połączenia powstało Villeneuve d’Ascq, dlatego też jego nazwa pojawiła się w nazwie nowo utworzonej gminy.

Tak więc całość nazwy można rozumieć jako „Nowe Miasto pochodzące od Ascq”.
Według dokumentów INSEE, nazwa miasta zawiera łącznik, łączący obie części nazwy. Jednakże mieszkańcy zapisują ją bez myślnika (Villeneuve d’Ascq). Forma taka była używana już od utworzenia miasta w 1970, zarówno przez władze jak i prasę. Co więcej, forma z myślnikiem nie figuruje na żadnym oficjalnym dokumencie ani na tablicach wyznaczających granice miejscowości, ani też na jej fladze.

## Podstawowe informacje
Villeneuve d’Ascq leży w metropolii Lille, na południowy wschód od jej centrum. W pobliżu znajduje się duży węzeł drogowy 4 Cantons, z którego wybiegają autostrady prowadzące do Paryża, Calais i Londynu, Antwerpii i Amsterdamu oraz Brukseli i Liège.
Na terenie miasta znajduje się około 1000 hektarów terenów zielonych, jezior, lasów oraz pól uprawnych. Miasto nosi przydomek „Technopole Verte (Zielona Technopolia”, ponieważ oprócz dużej ilości obszarów zielonych jest również znaczącym ośrodkiem naukowo-technicznym. Logo miasta podkreśla te dwie cechy – składa się ono z błękitnej kuli symbolizującej zaawansowane technologie oraz zielonego liścia oznaczającego poszanowanie środowiska naturalnego.

## Współpraca
Miejscowości partnerskie:
- Chaidari, Grecja
- Gatineau, Kanada
- Jassy, Rumunia
- La Possession, Reunion
- Racibórz, Polska
- Tournai, Belgia